# Adolphe Gustave Gerhardt
Pour les articles homonymes, voir Gerhardt.
Adolphe Gustave Gerhardt (1824-1915) est un officier de cavalerie français, auteur d'ouvrages hippiques.

## Biographie
Adolphe Gerhardt est nommé sous-lieutenant en 1847, instructeur en chef à l'école de cavalerie de Saumur en 1869 ; il participe à la guerre de 1870, est nommé lieutenant-colonel en 1870 et prend sa retraite en 1874.
C'est en tant qu'élève instructeur à Saumur que Gerhardt se rend compte de l'insuffisance générale du savoir dans l'enseignement et particulièrement dans le dressage des chevaux. Il se décide alors à étudier à fond les différents systèmes et c'est celui de François Baucher qui répond, selon lui, le mieux aux exigences de l'équitation militaire et le pousse à rédiger en 1859 un Manuel d'Équitation se donnant comme mission de pallier les écueils que rencontrent ceux qui s'essayent au bauchérisme sans pouvoir bénéficier des enseignements de Baucher lui-même.
Quand Baucher publie la XIIIe édition de sa méthode, Gerhardt se désolidarise de l'école bauchériste, et plus particulièrement de la « deuxième manière » par cette phrase devenue célèbre : « Alors Baucher n'est plus Baucher ! ».
Retraité de l'armée en 1874, c'est rentré dans la vie civile qu'il rédige son Traité des résistances à partir de notes prises au jour le jour pendant plus de trente années. L'ouvrage traite principalement des chevaux vicieux et Gerhardt s'appuie sur les enseignements de Lancosmes-Brêves, de De Montigny, Charles Raabe ainsi que des leçons pratiques qu'il reçut du vicomte d'Aure et de François Baucher.

## Publications
- Manuel d'équitation ou essai d'une progression pour servir au dressage prompt et complet des chevaux de selle, et particulièrement des chevaux d'armes. Précédé d'une analyse raisonnée du bauchérisme, Paris, J. Dumaine, 1859, 215 p. ; réédition en fac-similé : Paris, Jean-Michel Place, 1987  (ISBN 2-85893-091-0).
- Équitation militaire. Mémoire analytique, critique et pratique sur le dressage et la conduite du cheval de guerre, Paris, J. Dumaine, 1862, 158 p.
- La vérité sur la méthode Baucher ancienne et nouvelle. Observations critiques, 1869.
- Notre cavalerie est-elle prête ? Lettre à M. Auguste Raux, directeur de La revue des Haras.
- Traité des résistances du cheval. Méthode raisonnée de dressage des chevaux difficiles au moyen de la cravache ... et philosophie hippique déduite de la physiologie et de la méchanique animale, Paris, Berger-Levrault, 1889, 567 p.
- La Vérité sur le système Van den Hove. Deuxième lettre à M. Auguste Raux, 1889.